# نقل‌خوانی
نقل‌خوانی یکی از اشکال موسیقی حماسی و بزمی ترکمن‌هاست. در این نوع موسیقی، بخشی همراه با نواختن دوتار اشعاری را در شرح قهرمانی‌ها و حماسه‌آفرینی‌های مبارزین و قهرمانان ملی خود می‌خواندند. کوراوغلی مشهورترین داستان منظوم حماسی ترکمن‌ها است. شیوهٔ اجرای این گونه موسیقی به صورت نقل‌خوانی است. نقل‌خوانی‌ها در گذشته تاریخی و در مقاطع خاصی از تاریخ این مردم موجب حرکت‌های اجتماعی می‌شده‌است و مردم را به مقاومت و استقامت و دفاع و پایداری دعوت می‌کرده‌است.